# Raphael Eliaz

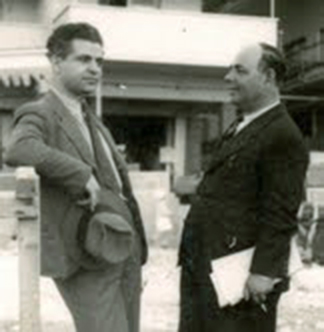
Die Dichter Raphael Eliaz (links) und Moshe Lifshits (um 1935).

Raphael Eliaz, gelegentlich auch Rafael Eliʿaz, hebräisch רָפָאֵל אֱלִיעָז (geboren 1905 als Rudolf Elias Wienski in Sofia; gestorben am 9. Juni 1974 in Cholon, Israel) war ein israelischer Schriftsteller, Poet, Herausgeber, Autor, Übersetzer und Liedtexter in den Genres Drama und Poesie. Er schuf zahlreiche Übersetzungen, unter anderem von Werken Federico García Lorcas und William Shakespeares.

## Leben

### Herkunft und Familie
Eliaz wurde als Sohn von Nissim Elias Wienski (hebräisch נִסִּים אליאס-וִיֶינְסקי) und dessen Ehefrau Jaffe Elias Wienski (hebräisch יָפֶה אליאס-וִיֶינְסקי) geboren. Der Name Wienski ist bulgarischer Herkunft und bedeutet Aus der Stadt Wien. Der Vater war ein österreichischer Schneider für Kinderkleidung, der insbesondere in Wien tätig war, woher auch der zusätzliche Familienname „Wiener“ stammte. Rafael Eliaz hieß als Kind Rudolf, kurz Rudi genannt, und hatte zwei Geschwister, den älteren Bruder Viktor und die jüngere Schwester Rosa. Er verbrachte seine Kindheit im jüdischen Viertel Sofias. Die Erinnerungen an seine Kindheit dort dienten als Hintergrund und Titel für einen seiner ersten Gedichtbände. Zuerst besuchte er die jüdische Schule in Sofia, wo er Ivrit lernte. Anschließend besuchte Eliaz zwei Jahre lang das Klassische Gymnasium in Sofia, verließ dieses aber aufgrund einer judenfeindlichen Bemerkung eines Lehrers. Er begann, sich Gedanken über eine Auswanderung ins Gelobte Land zu machen, und schrieb auf Bulgarisch über den Traum der Zionisten. Nach seiner landwirtschaftlichen Ausbildung auf einem zionistischen Bauernhof in Gorna Banja wanderte er mit seiner Familie im Jahre 1923 nach Palästina aus. Er begann jetzt dauerhaft auf Ivrit zu schreiben.

### Jahre in Palästina und Israel

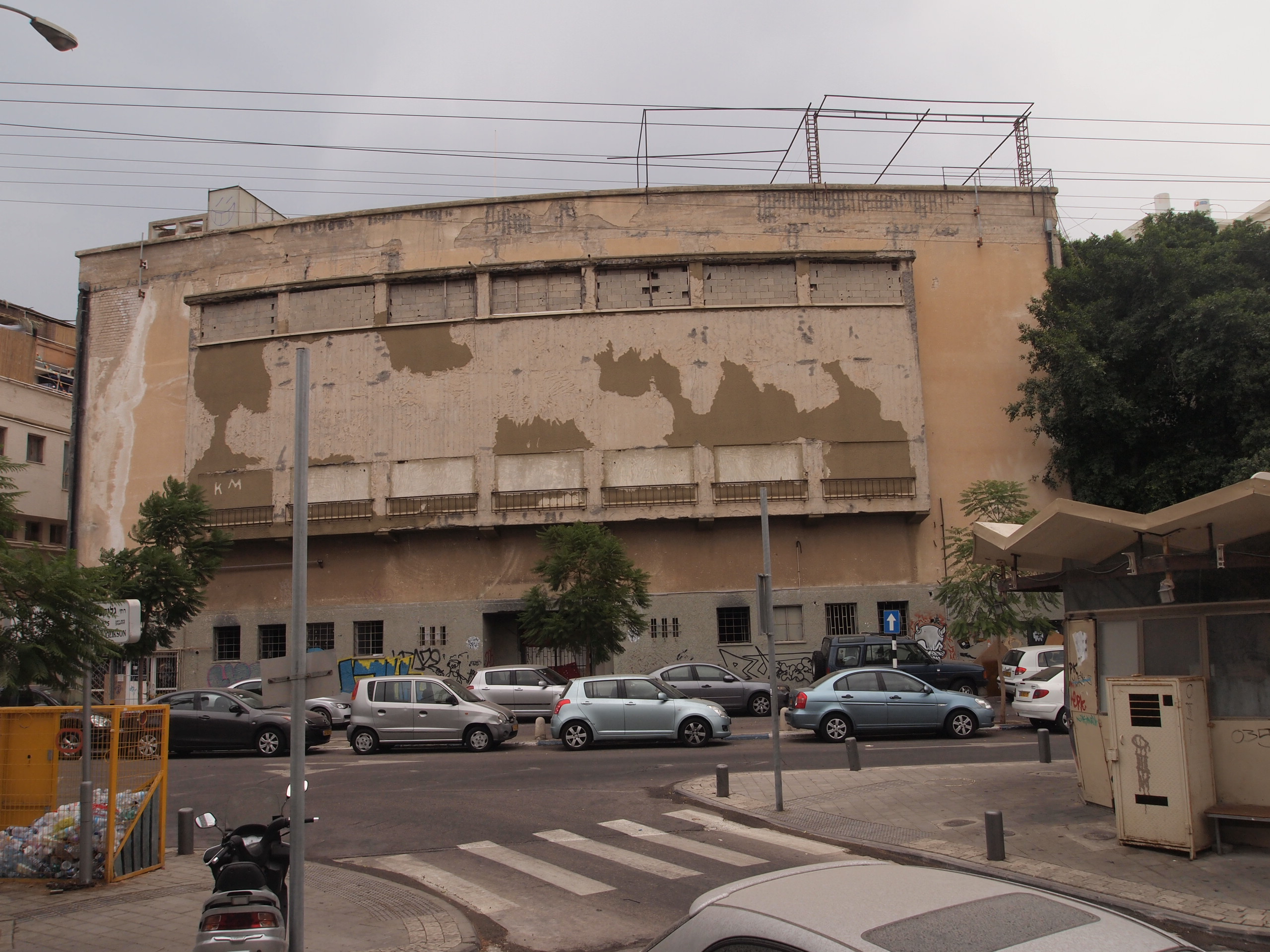
Ohel-Theater in Tel Aviv

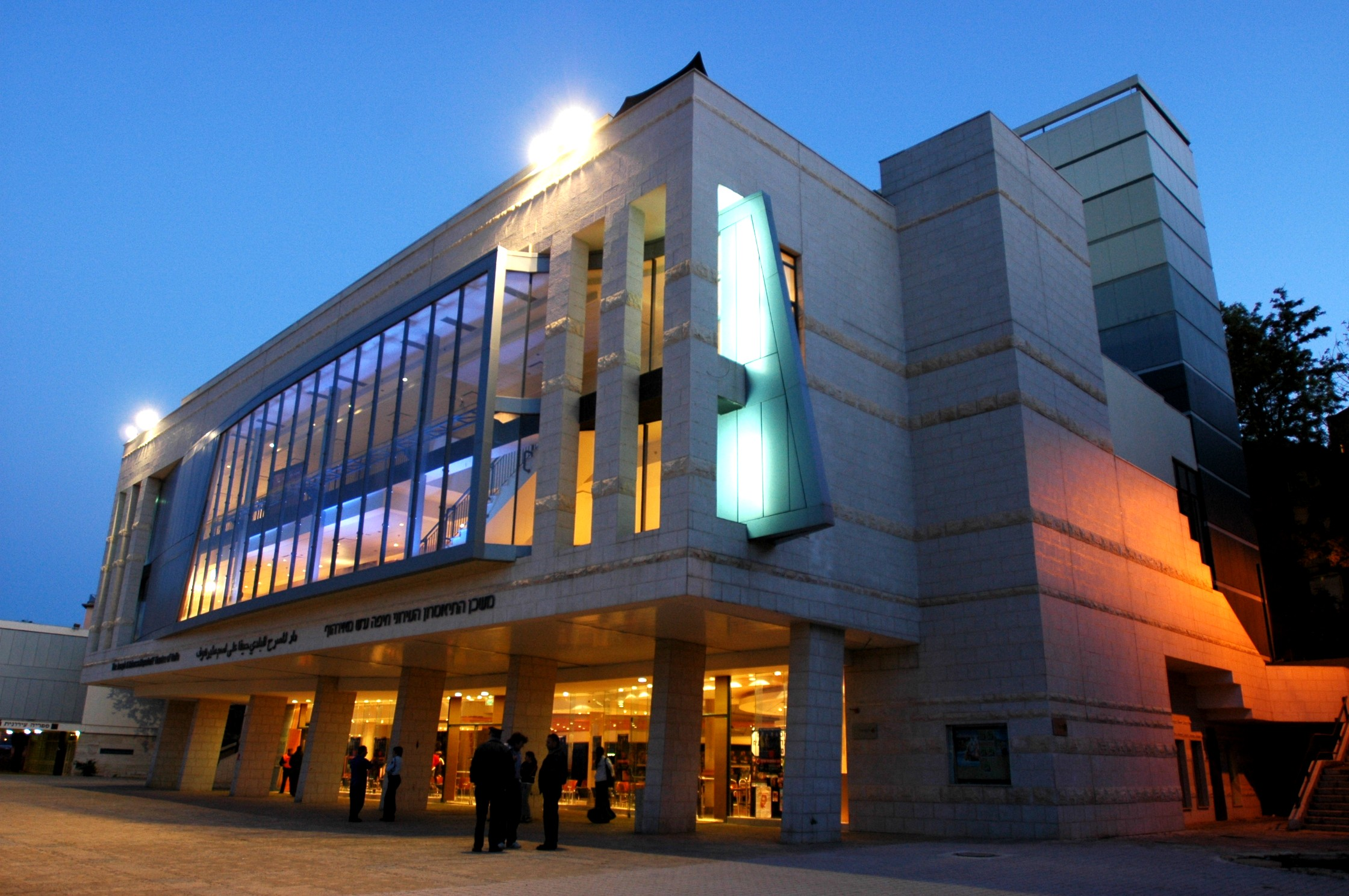
Stadttheater Haifa.

In Palästina arbeitete er die ersten drei Jahre am Bau und in der Landwirtschaft bei Petach Tiqwa, bei Rischon LeZion und bei Tel Aviv. Ab 1926 war er als Angestellter in der Archivabteilung der Anglo-Palestine Bank in Tel Aviv tätig. Wegen wirtschaftlicher Schwierigkeiten kehrte seine Familie zunächst wieder nach Bulgarien zurück, während er und sein Bruder Viktor in Palästina blieben.
1942 gab Eliaz seine Arbeit bei der Bank auf und widmete sich fortan ganz seiner literarischen Tätigkeit. Er arbeitete als Übersetzer, Herausgeber und Autor bei literarischen Zeitungen und Zeitschriften. 1947 wurde Eliaz der erste Redakteur von Mischmar le-Jeladim, der wöchentlich erscheinenden Kinderbeilage der Tageszeitung ʿAl ha-Mischmar („Auf der Wache“), dem Organ des HaSchomer haZaʿir, und veröffentlichte dort Kindergeschichten und Gedichte. Von 1948 bis 1951 gab er die Literaturbeilage Massa von ʿAl ha-Mischmar (vor 1948 nur Mischmar) heraus. Seine literarische Tätigkeit weitete er fortan noch weiter aus. 1949 führte das Ohel-Theater, das von 1925 bis 1969 bestand, sein Stück Jom Menucha (hebräisch יוֹם מְנוּחָה ‚Ruhetag‘) auf.
1951 gab er die Literaturbeilage zu ʿAl ha-Mischmar auf und ging ans Habimah-Theater als Übersetzer. 1953 wurde er von dem Regisseur und Schauspieler Josef Milo (eigentl. Pazovsky; 1916–1997) für das Cameri-Theater als Übersetzer engagiert.
Mitte der 1950er Jahre ging er nach Spanien, um an der Universität von Salamanca spanische Sprache und Literatur zu studieren. 1960 wurde er von Josef Milo an das neu errichtete Stadttheater Haifa engagiert. Dort war er für die künstlerische Leitung, die Dramaturgie und das Repertoire zuständig.
Eliaz starb im Juni 1974 im Alter von 69 Jahren in Cholon.

## Wirken

### Tätigkeit als Literat
Auf dem Gymnasium von Sofia entdeckte Eliaz seine Liebe zu polyglotter und klassischer Literatur, vor allem zu Shakespeares Dramen. Seine Freunde meinten: „Shakespeare schwand nicht von seinen Lippen“. Eliaz begann mit 17 Jahren Gedichte in bulgarischer Sprache zu veröffentlichen. Seine Arbeiten wurden in der bulgarischen Avantgarde-Zeitschrift Hyperion veröffentlicht, deren Redaktion die Dichter Ljudmil Stojanow und Teodor Trajanow innehatten.
Obwohl er, wie aus überlieferten Manuskripten ersichtlich ist, bereits im Jahr 1927 begann, Gedichte auf Hebräisch schreiben, wurde sein erstes Gedicht in Hebräisch erst 1932 veröffentlicht: Sraphim we-Esch (hebräisch שְׂרָפִים וְאֵש ‚Feuer und Flamme‘) und Tfilati la-Schemesch (תפילתי לשמש ‚Mein Gebet zur Sonne‘). Es erschien in der Literaturzeitschrift Ktuvim (כְּתוּבִים ‚Schriften‘), in einer Bearbeitung von Avraham Schlonsky und Eliʿeser Steinman (אליעזר שטיינמן). 
Den ersten Gedichtband brachte Eliaz im Jahre 1939 unter dem Titel Schemesch ba-Drachim (שמש בדרכים ‚Sonne auf den Wegen‘) heraus. Ab 1942 begann er Theaterstücke zu übersetzen, so die Komödie Topas von Marcel Pagnol. Im folgenden Jahr begann er mit der Veröffentlichung seiner Gedichte in Mischmar, der Tageszeitung von Ha-Kibbutz ha-Artzi und ab 1948 der Mapam, für die er zu dieser Zeit arbeitete. Ab 1943 setzte er sein literarisches Schaffen mit Artikeln für Zeitschriften, Übersetzungen und Theaterarbeiten fort. Er schrieb lange Zeit und über viele Genres: Lyrik, Gedichte, Lieder, Balladen, Volks- und Heimatlieder, Kinderlieder und Theaterstücke (für Kinder) wie Ha-Chatan ha-Schmini (החתן השמיני ‚Der achte Bräutigam‘) und Ha-Nessichah Liʾor (הנְסִיכָה ליאור ‚Die Prinzessin Liʾor‘). Ha-Bubbah Siwah (הבֻּבָּה זִיוָה ‚Die Puppe Siwah‘) war sein bekanntestes Stück für Kinder, ein Stück über die Marionette Siwah in einem Marionettentheater von David Ben Schalom. Diverse Arbeiten entstanden in Zusammenarbeit mit israelischen Komponisten: Ha-Roʿah ha-Qtannah (הרועה הקטנה ‚die Kleine Hirtin‘) zusammen mit Mosche Wilenski (משה וילנסקי), heute ein bekannter Volkstanz, Samar Ahavah la-Jam (זמר אהבה לים ‚Liebeslied an das Meer‘) zusammen mit Sascha Argov (סשה ארגוב) und Plada kchullah (פְּלָדָה כְּחֻלָּה ‚Blauer Stahl‘) bzw. ʿEmeq (עֵמֶק ‚Schlucht, Tal‘) zusammen mit Mark Lavry (מרק לַבְרִי).
1946 veröffentlichte er seinen zweiten Gedichtband Ahavah ba-Midbar (אהבה במדבר ‚Liebe in der Wüste‘), dem mehrere weitere folgten. Zwei Jahre nach seinem Tod erschienen seine gesammelten Gedichte in fünf Bänden (bearbeitet von Chaim Nagid mit Einführung und Literaturverzeichnis). Die Ausgabe enthält lyrische Lieder, Gedichte und Balladen, darunter Tejvat ha-ʿAdijim 
(תֵּיבַת העֲדִיים ‚Schmuckkästchen‘) und Ha-Chajjat ha-Kachol (החַיָּט הכחול ‚der Blaue Schneider‘).

### Tätigkeit als Übersetzer
1943 veröffentlichte er seine Übersetzung des Buches Der Matrose auf dem Pferd von Irving Stone; 1944 folgten in Mischmar Übersetzungen von Werken von Federico García Lorca. 1946 veröffentlichte er die Übersetzung von John Steinbecks Kurzgeschichtensammlung Der rote Pony und andere Erzählungen.
Ribbuʿa ha-Maʿgal (רִבּוּעַ המַעְגָּל deutsch ‚Quadratur des Kreises‘, englisch Quadrature of the Circle) von Walentin Petrowitsch Katajew wurde ebenfalls von Eliaz übersetzt. Das Stück war bereits 1938 von dem rumänischen Theaterleiter, Regisseur und Autor Victor Ion Popa an dessen Theater „Luptă şi lumină“ aufgeführt worden.  Eliaz arbeitete auch an der Übersetzung des Stücks Fuenteovejuna (deutsch Das berühmte Drama von Fuente Ovejuna) von Lope de Vega, das 1951 am Theater Habimah aufgeführt wurde.
Aufgrund seiner Kenntnisse der klassischen und modernen europäischen Literatur und seiner Sprachkenntnisse wurde Eliaz ein gefragter Übersetzer auf israelischen Bühnen. Habimah, das Cameri-Theater und das Ohel-Theater führten seine Übersetzungen zu Shakespeare, Brecht, Molière, Lorca, Lope de Vega und anderen auf. Er legte auch Übersetzungen zu Bühnenstücken von Calderón, Georges Feydeau, Henrik Ibsen (Nora oder Ein Puppenheim) und Clifford Odets vor. Im Jahr 1958 erschien seine Übersetzung der Gedichtsammlung Romancero gitano (1928) von Federico García Lorca.
1959 wurde er mit dem Tschernichowski-Preis für seine Übersetzungen ausgezeichnet, insbesondere für Romancero gitano von Federico García Lorca, für die Shakespeare-Übersetzungen von Romeo und Julia und Richard III. und für seine Übersetzung von Lope de Vegas Werk Fuenteovejuna.

## Privates
Im Alter von 24 Jahren heiratete Eliaz im Jahre 1929 die aus Polen eingewanderte Paula Kahane (1. September 1903 – 26. Oktober 1960). Das Paar lebte in Ramat Gan. Im Jahre 1931 wurde ihr ältester Sohn, Uri, geboren, der als Bildhauer, Maler und Bühnenbildner arbeitete. 1932 kehrte Eliaz’ Familie, die zeitweise nach Bulgarien zurückgekehrt war, nach Palästina zurück und ließ sich in Tel Aviv nieder. Am 8. Januar 1936 wurde in Tel Aviv der zweite Sohn Amnon geboren, der im Libanonkrieg 1982 starb.
Paula Eliaz wurde im Oktober 1960 durch Alice Fano ermordet. Der Fall wurde in Israel als Rezach Paula Eliʿaz bekannt. Alice Fano vergiftete die Frau des Dichters aus Eifersucht, weil sie seit 1954 in ihn verliebt war. Fano war zuerst im Gefängnis und wurde später in ein Krankenhaus für psychisch Kranke im Jerusalemer Stadtteil Talbieh gebracht. Sie wurde vom israelischen Präsidenten Salman Schasar begnadigt und im September 1967 entlassen.
Eliaz heiratete erneut und bekam mit seiner zweiten Frau zwei Kinder. Er ließ sich später scheiden, zog allein nach Jaffa und starb 1974.

## Auszeichnungen
Eliaz wurde 1959 für seine Übersetzungen mit dem Tschernichowski-Preis ausgezeichnet.

## Publikationen
- Ahavah ba-Midbar : Schirim = אהבה במדבר : שירים Sifrijjat Poʿalim = (סִפְרִיַּת פּוֹעֲלִים), Tel Aviv 1946, OCLC 12147195.
- Jalquṭ ha-Qsamim : Aggadot we-Sippurej ʿAmmim = ילקוט הקסמים : אגדות וספורי עמים Hozaʾat Sifrijjat Poʿalim = הוֹצָאַת סִפְרִיַּת פּוֹעֲלִים, Tel Aviv 1955, OCLC 23611897.
- Raphael Eliaz zusammen mit Peter Merom = פטר מירום / רפאל אליעז: ha-Bubbah Siwah = הבבה זיוה Sifrijjat Poʿalim = סִפְרִיַּת פּוֹעֲלִים, Tel Aviv 1957, OCLC 41217203.
- Raphael Eliaz zusammen mit Uri Eliʿaz = אורי אליעז / רפאל אליעז: Perach ha-Midbar : Aggadah be-Charuzim = פרח המדבר: אגדה בחרוזים Sifrijjat Poʿalim = סִפְרִיַּת פּוֹעֲלִים, Tel Aviv 1963, OCLC 50019956.
- Schirim = שירים Sifrijjat Poʿalim = סִפְרִיַּת פּוֹעֲלִים, Tel Aviv 1976, OCLC 17035767.
- Tejvat ha-ʿAdajim : Schirim = תבת העדיים : שירים Hozaʾat Sifrijjat Poʿalim = הוֹצָאַת סִפְרִיַּת פּוֹעֲלִים, Tel Aviv 1976, OCLC 19140305.
- Ha-Chajjat ha-Kachol : Schirim = החיט הכחל : שירים Sifrijjat Poʿalim = סִפְרִיַּת פּוֹעֲלִים, Tel Aviv 1977, OCLC 49577205.
- Raphael Eliaz zusammen mit Chayim Nagid = חיים נגיד / רפאל אליעז: Ahavah ba-Midbar we-Schirim acherim : (Mivchar Schirim mi-sche-kvar) = אהבה במדבר ושירים אחרים : (מבחר שירים משכבר) Sifrijjat Poʿalim = סִפְרִיַּת פּוֹעֲלִים, Tel Aviv 1977, OCLC 17036006.
- Raphael Eliaz zusammen mit Chajim Nagid = חיים נגיד / רפאל אליעז: Schirej Jafo : Schirim = שירי יפו : שירים Sifrijjat Poʿalim = סִפְרִיַּת פּוֹעֲלִים, Tel Aviv 1977, OCLC 17036000.
- Ramon : Schirot = רמון : שירות Sifrijjat Poʿalim = סִפְרִיַּת פּוֹעֲלִים, Tel Aviv 1977, OCLC 17035992.
- Prachim mi-kol ha-Śadot : Romansero Espanyol : Targumim mi-Schirat ha-ʿOlam = פרחים מכל השדות : רומנסרו אספניול : (תרגומים משירת העולם) Sifrijjat Poʿalim = סִפְרִיַּת פּוֹעֲלִים, Tel Aviv 1988, OCLC 779706577.
- Raphael Eliʿaz zusammen mit Chajim Nagid = חיים נגיד / רפאל אליעז: Schirej Teʾaṭron : Schirim we-Schirej-Semer mi-toch Machasot meturgamim u-meqorijim = שירי תיאטרון : שירים ושירי-זמר מתוך מחזות מתורגמים ומקוריים Safra Bejt Hozaʾah la-Or = ספרא בֵּית הוֹצָאָה לָאוֹר, Tel Aviv 2009, OCLC 725258948.
- K-sche-ha-Guf Cholem = כשהגוף חולם : מבחר שירים Safra Bejt Hozaʾah la-Or = ספרא בֵּית הוֹצָאָה לָאוֹר, Tel Aviv 2009, OCLC 503248530.